# Bondetobak
Bondetobak (latin: Nicotiana rustica) er en plante i natskyggefamilien. Planten er flerårig og bliver op til 80 cm høj. Den er som de andre Nicotiana kendt for, at deres blomst udsender dufte i skumringen og tiltrækker både natsværmere og aftensværmere. 
- Wikimedia Commons har flere filer relateret til Bondetobak

| Botanik | Spire Denne botanikartikel er en spire som bør udbygges. Du er velkommen til at hjælpe Wikipedia ved at udvide den. |